# 문의초등학교
문의초등학교는 대한민국 충청북도 청주시 상당구 문의면 미천리에 있는 공립 초등학교이다.

## 학교 연혁
- 1909년 3월 16일 사립 문흥학교 개교(문의면 문산리 23)
- 1912년 4월 1일 문의공립보통학교(4년제) 개교
- 1926년 3월 29일 6년제 개편 인가
- 1938년 4월 1일 문의공립심상소학교로 개칭
- 1941년 4월 1일 문의공립국민학교로 개칭
- 1949년 4월 1일 문의국민학교로 개명
- 1980년 4월 1일 구룡분교장 분리 독립
- 1980년 6월 2일 대청댐 수몰로 현 위치로 이전
- 1981년 3월 10일 병설유치원 개원
- 1992년 3월 1일 구룡분교장, 회서분교장 통폐합
- 1996년 3월 1일 문의초등학교로 개칭
- 1999년 3월 1일 소전분교장 통폐합
- 1999년 3월 1일 도원분교장 편입